# Marmelos
Marmelos is een plaats (freguesia) in de Portugese gemeente Mirandela en telt 204 inwoners (2001).